# École des pupilles de l'air 749 Grenoble-Montbonnot
 (mars 2015).
Si vous disposez d'ouvrages ou d'articles de référence ou si vous connaissez des sites web de qualité traitant du thème abordé ici, merci de compléter l'article en donnant les références utiles à sa vérifiabilité et en les liant à la section « Notes et références ».
Pour les articles homonymes, voir EPA.
L'École des Pupilles de l'Air et de l'Espace 749 « Élève Jacques Lorenzi » ou EPAE, située dans la commune de Montbonnot-Saint-Martin, près de Grenoble (Isère), est l'un des six lycées de la Défense (anciens lycées militaires), du ministère des Armées français. Il s'agit du seul lycée-collège de l'Armée de l'air et de l'espace. Ce lycée et collège dispose aussi d'un internat. 

## Histoire

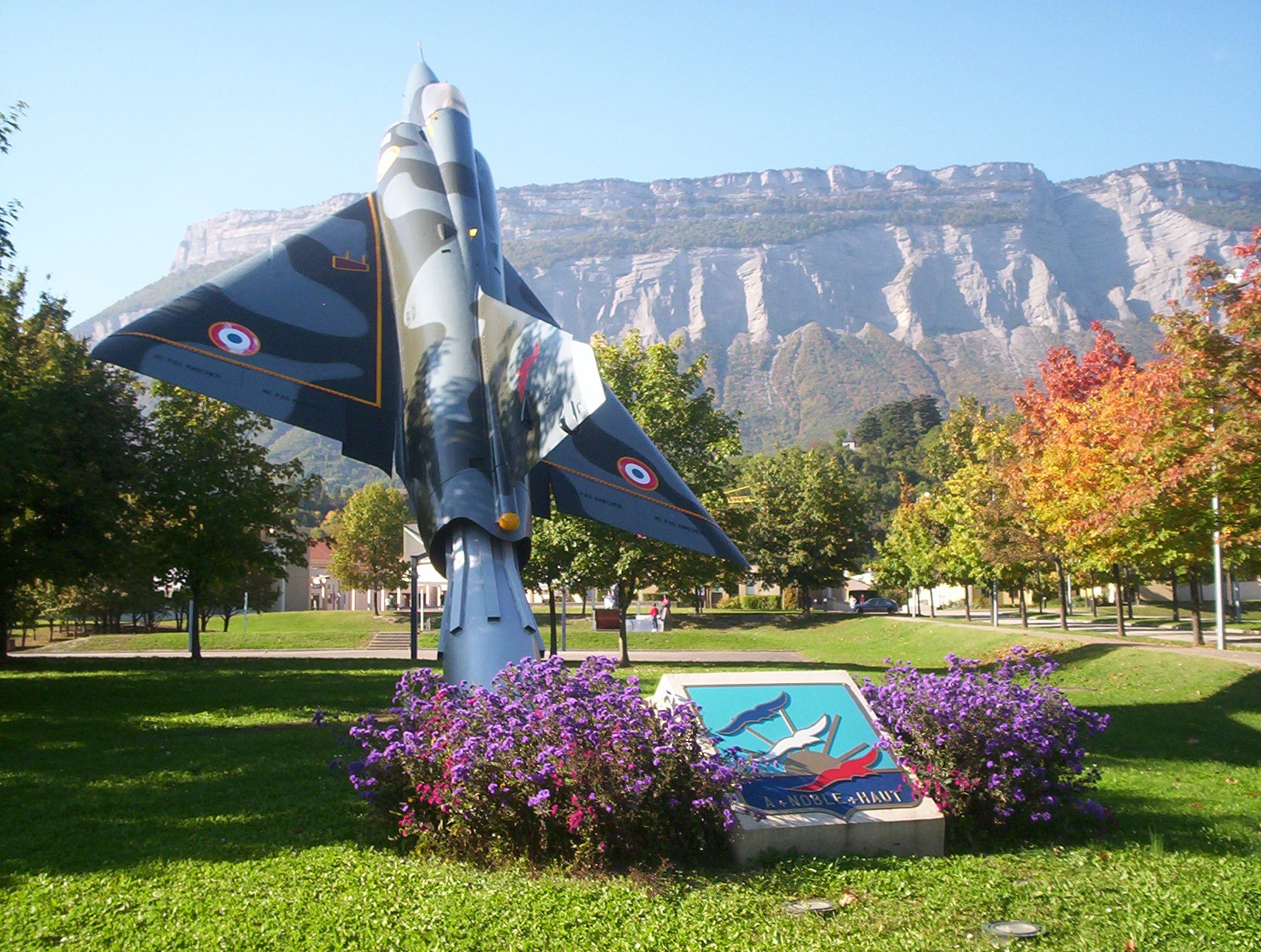
L'entrée d'honneur de l'École des pupilles de l'air

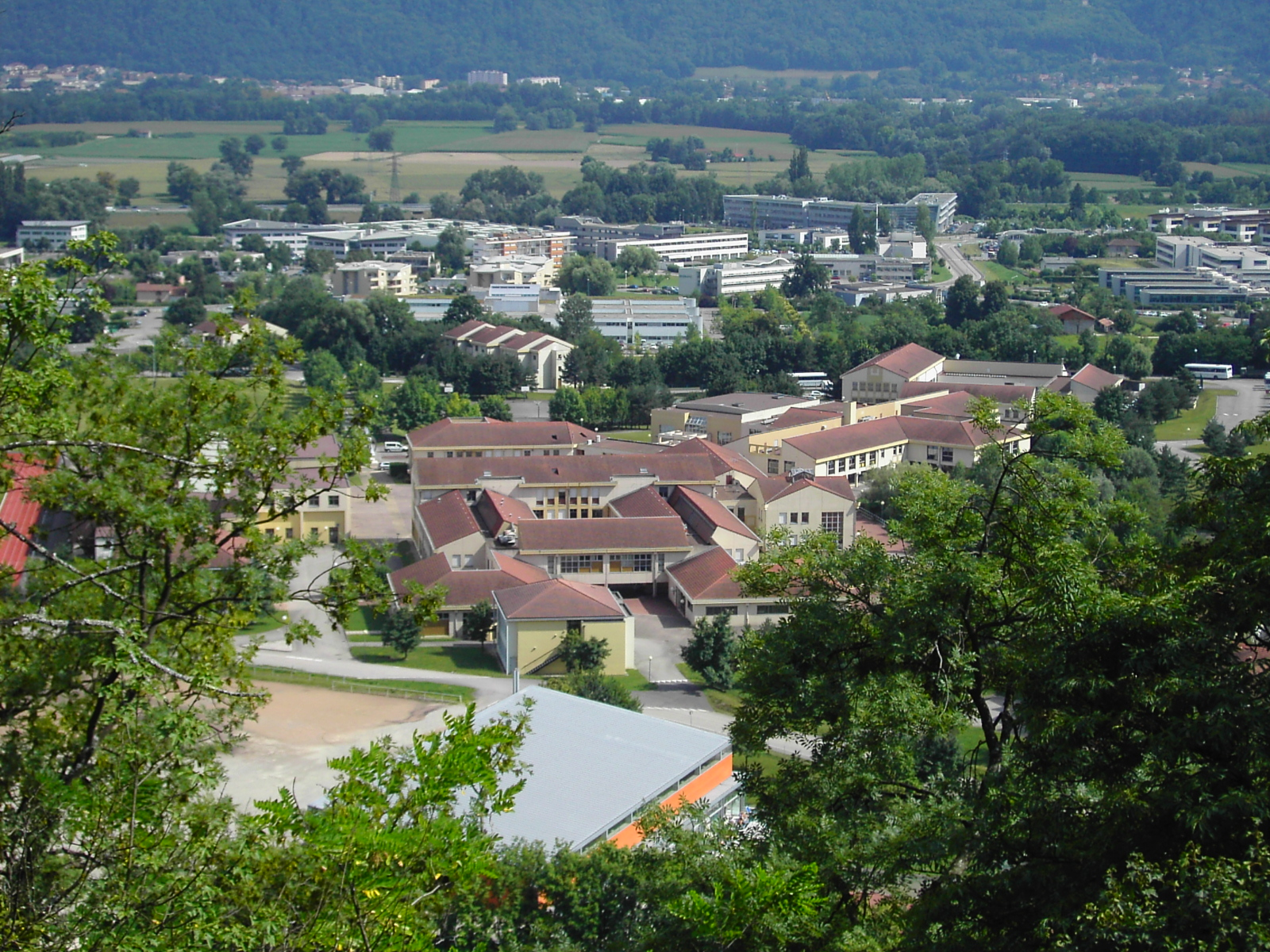
L’École des pupilles de l'air.

L'école est créée en 1941 en Zone libre. Elle tient son nom du premier de ses élèves mort pour la France, à l'âge de 15 ans, l'élève Jacques Lorenzi, pendant les combats de la Libération de Paris en août 1944 à Aubervilliers.
Jusqu'en décembre 1986, l'École est située boulevard Joseph Vallier, à Grenoble, dans des bâtiments de l'ancienne clinique du Dauphiné, réhabilitée pour l'occasion. Le 13 décembre 1986, elle déménage à Montbonnot-Saint-Martin, à une dizaine de kilomètres de Grenoble, sur un site de 21 hectares. Le site grenoblois est alors occupé par la direction départementale de l'Équipement (DDE). 
En septembre 1995, une nouvelle organisation se met en place à la suite de la fermeture de l’institution de jeunes filles de la maison des ailes à Echouboulains, dont les activités ont été transférées sur le site de Montbonnot-Saint-Martin,.

## Mission pédagogique
L'école abrite un collège, un lycée et des classes préparatoires aux grandes écoles militaires. Les élèves de classes préparatoires sont sous contrat avec l'Armée française et s'engagent, en contrepartie de la gratuité de leurs études, à rentrer dans une école militaire parmi : l'École de l'air et de l'espace, l'École navale, St-Cyr, l’École polytechnique et l'ENSTA Bretagne (ancienne ENSIETA). Les redoublants des classes de « mathématiques spéciales » se nomment "khûbs".
Le collège et le lycée sont destinés aux enfants du personnel de l'armée de l'air et de l'espace, et, prioritairement, à ceux ayant perdu un parent en service commandé, mais également aux enfants de fonctionnaires et aux élèves ayant droit à une bourse.

### Taux de réussite

#### Examens de niveau collège et lycée
En 2017, les taux de réussite aux examens étaient les suivants :
- 99 % d’admis aux baccalauréats général, technologique et professionnel (sur 106 candidats) ;
- 95 % de réussite au diplôme national du brevet (66 élèves) ;
- 89 % d’admis au BEP métiers des services administratifs (8 candidats sur 9).

#### Concours de niveau classe préparatoire
Le classement national des classes préparatoires aux grandes écoles (CPGE) se fait en fonction du taux d'admission des élèves dans les grandes écoles (civile) et à l'École polytechnique (la seule école militaire retenue pour ce classement). 
En 2015, L'Étudiant donnait le classement suivant pour les concours de 2014 :
| Filière | Élèves admis dans une grande école* | Taux d'admission* | Taux moyen sur 5 ans | Classement national | Évolution sur un an |
| --- | ----------------------------------- | ----------------- | -------------------- | ------------------- | ------------------- |
| MP / MP* | 0 / 23 élèves                       | 0 %               | 1 %                  | 114eex-æquo sur 114 | =                   |
| PC / PC* | 0 / 17 élèves                       | 0 %               | 0 %                  | 110eex-æquo sur 110 | =                   |
| Source : Classement 2015 des prépas - L'Étudiant (Concours de 2014). * le taux d'admission dépend des grandes écoles retenues par l'étude. En filières scientifiques, c'est un panier de 11 à 17 écoles d'ingénieurs qui a été retenu par L'Étudiant selon la filière (MP, PC, PSI, PT ou BCPST). |                                     |                   |                      |                     |                     |

Le classement ne reflète qu'une partie du niveau de l'EPA, vu que l'École polytechnique est la seule école militaire retenue par L'Étudiant dans son classement, et qu'une partie des élèves (ceux qui ne sont pas "Khûbes") ne présentent pas les concours des écoles civiles de ce classement. Sur 61 élèves, 20 étudiants ont intégré l’École de l'air, 4 l’École navale, 4 Saint-Cyr, 1 l'ENSTA, et 10 sont entrés en écoles d'ingénieur.[réf. nécessaire]

### Internat
Les élèves sont répartis en trois divisions :
- La première division (collège) ;
- La deuxième division (lycée) ;
- La troisième division (classes préparatoires aux grandes écoles).

L'internat est obligatoire pour les élèves des classes préparatoires. Au collège et au lycée, les élèves habitant relativement proche de l'école ont la possibilité de souscrire à un régime de demi-pensionnat. Aucun externe n'est admis, et la fréquence des retours dans la famille pour les internes varie en fonction de la volonté de l'élève et des parents : l'école autorise le retour à chaque week-end si l'élève habite à moins de 3 heures de trajet, par n'importe lequel des moyens de transport possibles.
Un enseignement de sports aériens est également dispensé. Seuls les élèves des classes prépas y ont accès pour pratiquer le vol à voile.  Tous les brevets aéronautiques obtenus par ce biais sont des brevets de l'aviation civile et non militaires.
Tous les professeurs d'EPS sont des cadres militaires.

### Organisation
Toute l'infrastructure nécessaire aux besoins des élèves y est présente : un service médical pourvu de deux médecins et de plusieurs personnels infirmiers,  un mess élèves, une salle réservée aux classes préparatoires et un mess mixte, un poste de commandement, les logements des cadres, un salon de coiffure, un cinéma, une laverie et un poste de la gendarmerie de l'air et de l'espace qui assure le filtrage de l'accès au site. Les infrastructures sportives sont également nombreuses. La base recense ainsi plusieurs courts de tennis, des terrains de foot stabilisés, un terrain de rugby, une piscine et un gymnase. Elle comprend également une piste d'athlétisme ainsi qu'un terrain de basket en extérieur. Avec ces différents aménagements, l'EPA a pu organiser le Tournoi inter-lycées de la Défense (TILD) lors de l'édition 2015 de la compétition.
L'école relève du ministère de la Défense mais sa direction est divisée en deux parties distinctes :
- le personnel militaire gère l'internat, les infrastructures, à l’exception de la "DE" (direction des études) ; l'école est dirigée par un colonel et la hiérarchie y est identique à celles des autres bases aériennes ;
- le personnel de la direction des études dirige la partie scolaire ; elle est composée d'un proviseur, d'un proviseur adjoint, de CPE et de professeurs détachés de l'Éducation nationale ; on retrouve aussi du personnel civil de la Défense.

### Encadrement

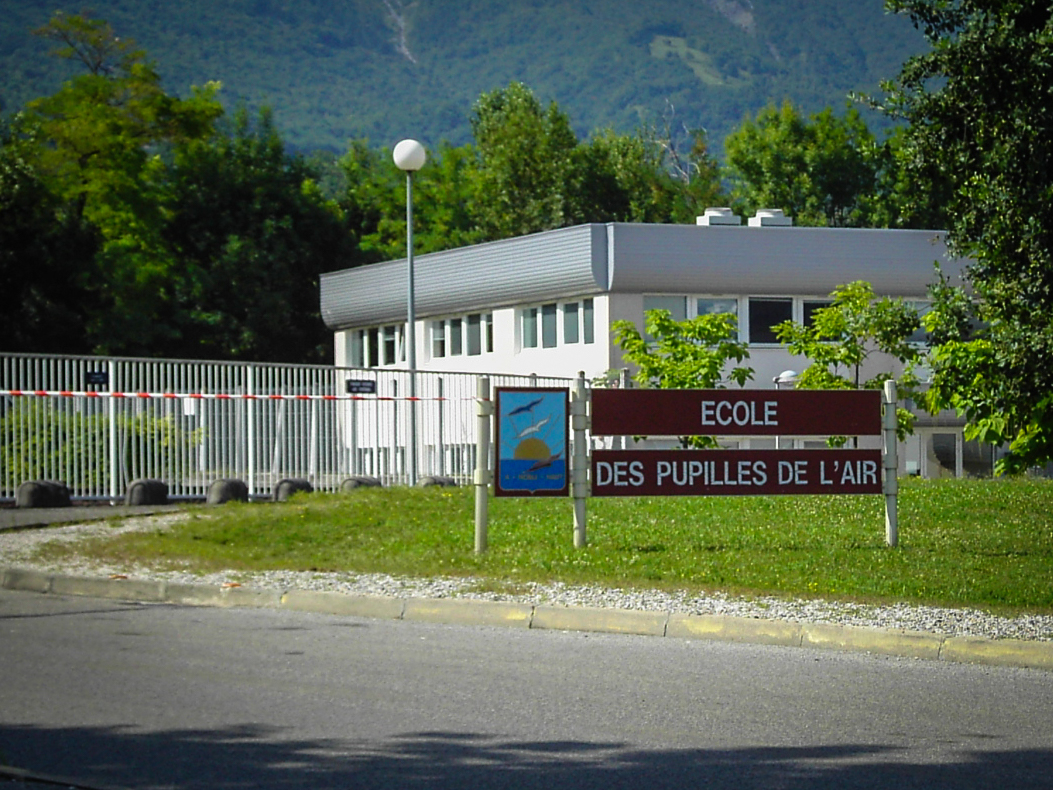
Panneau d'entrée EPA.

Jusqu'à la fin de la conscription, en novembre 2001, les surveillants (ou éducateurs) étaient de jeunes diplômés de l'Éducation nationale faisant leur service militaire. Ils y assuraient l'encadrement des études obligatoires (deux heures tous les soirs, maintenant assurées par un surveillant de la « DE » affecté à un étage), l'enseignement des heures de soutien et la fonction de surveillant (de jour comme de nuit) à l'internat.
Les cours pour passer la Préparation militaire de l'Armée de l'air (appelée "PM Air") y étaient également dispensés. Cette formation permettait aux futurs appelés du contingent de choisir l'arme de leur affectation, en l'occurrence l'Armée de l'air et de l'espace.

### Uniforme
Les élèves portent un uniforme fourni par l'École.
Il est composé de jean et de polo en été, auxquels s'ajoutent un pull et un blouson en hiver.
Les élèves des classes préparatoires ont de plus une chemise blanche accompagnée d'une cravate.
Cet uniforme sert à gommer les disparités sociales des élèves qui n'ont pas le devoir de saluer réglementairement les militaires de la base. N'étant pas engagés dans l'Armée, leur règlement interne est assez simple : la politesse et une tenue portée correctement. En revanche, les élèves des classes préparatoires se doivent de suivre le règlement de discipline générale en vigueur dans les armées.
La différence entre les différents uniformes réside dans la couleur des polos ; ainsi, les élèves sont parfois nommés par rapport à la couleur qu'ils portent :
- les collégiens sont les « rouges » ;
- les lycéens sont les « bleus » ;
- les élèves de CPGE (classes préparatoires aux grandes écoles) et les CPES (classes préparatoires aux études supérieures) sont les « verts ».

Les élèves de CPGE ont une tenue spécifique. Ils portent sur leur polo une plaque nominative ainsi que l'insigne des classes de l'air représentant un poussin aux ailes stylisées (une des aile est rompue en troisième année, signifiant un premier échec aux concours de l'Air et donc leur dernière chance). Cet insigne symbolise leur appartenance aux Classes de l'Air, créées en 1941. Ils portent également l'insigne d'un escadron de l'Armée de l'Air et de l'Espace qui parraine la promotion à laquelle ils appartiennent. Cet insigne leur est remis solennellement lors du traditionnel "baptême de promotion" qui a lieu chaque année en décembre.
Tous les élèves disposent aussi d'un uniforme de cérémonie composé d'un blazer bleu marine, d'une chemise blanche, de la cravate noire et d'un calot.

## Anciens élèves et professeurs célèbres
Élève du lycée
- Michel Tognini, astronaute
- Jean Sarrus, musicien et acteur
- Divers Généraux
- Imany , chanteuse
- Raphaël Quenard acteur français.

Éducateur
- Charles Troesch (aumônier militaire de l'école )
- Jean-Claude Gaudin, homme politique

## Traditions
La devise du lycée est « À plus noble, plus haut », abrégée A + NOBLE + HAUT sur l'insigne. Cette devise était celle de la « Maison des ailes », établissement créé en 1942 afin d'accueillir de jeunes orphelines et de venir en aide aux familles du personnel navigant disparu en service aérien. Cette devise devient celle de l'École des Pupilles de l'Air à la suite du regroupement des deux établissements en 1995 à Montbonnot-Saint-Martin.

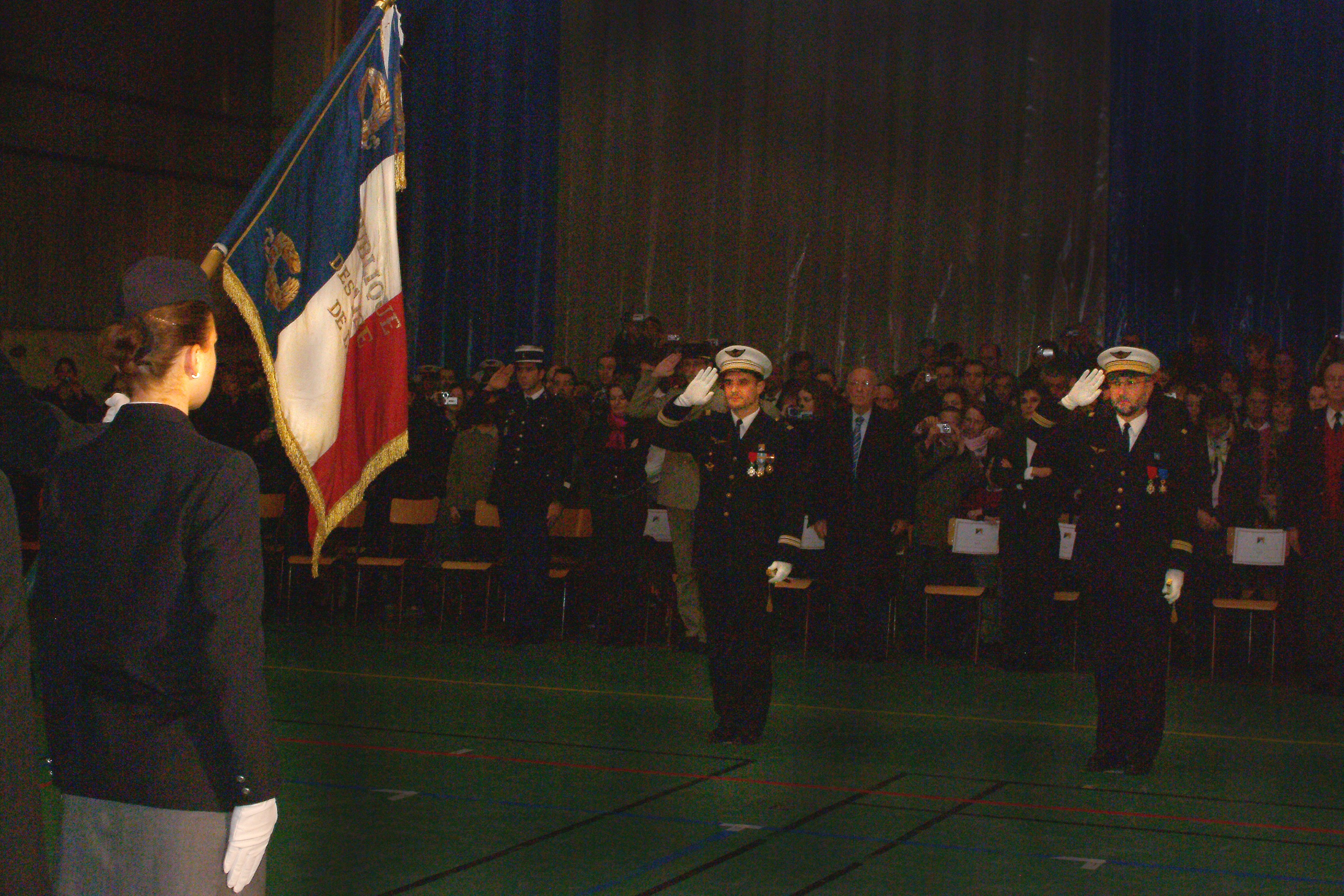
Baptême de la Promotion 58 des Classes de l'Air (10 décembre 2005)

La définition héraldique de l'insigne est : « Écu moderne d'azur clair à la filière d'or et au soleil du même issant d'une terrasse d'azur foncé chargée de la devise « A + NOBLE + HAUT ». Aux trois silhouettes de mouettes d'azur, d'argent et de gueules brochant ».
Les élèves sont surnommés "pipins", diminutif de poussins. 

## Polémique
En 2014, à l'approche du printemps, un groupe d'élèves est arrêté pour association de malfaiteurs. Quatre jeunes lycéens sont en effet interpellés, suspectés d'envisager une attaque contre une mosquée localisée à Montélimar. C'est le personnel qui a dans un premier temps signalé le risque.